# Teoria semiclassica
In fisica, una teoria semiclassica è un modello della fisica classica che include solo parzialmente alcune correzioni della meccanica quantistica o della teoria della relatività, oppure equivalentemente una teoria in cui solo alcune entità o sistemi sono considerati quantistici o relativistici.

## Caratteristiche

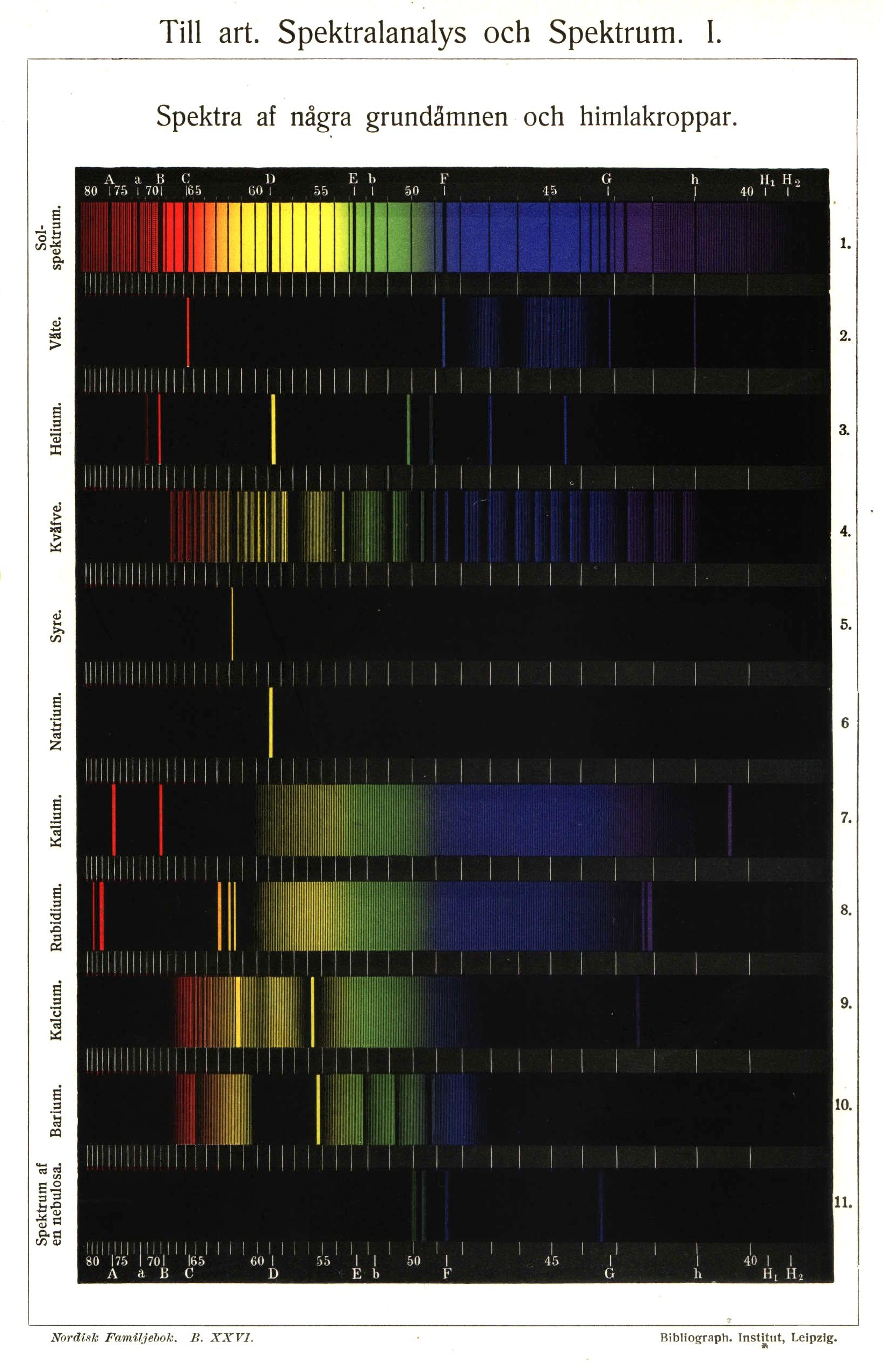
Tavola di spettri atomici.

A seguito della nascita della meccanica quantistica e in assenza di una teoria quantistica che spiegasse il comportamento dei campi (ad esempio, dell'elettrodinamica quantistica per il campo elettromagnetico) si svilupparono teorie dette semiclassiche che, pur trattando i sistemi atomici da un punto di vista quantistico, non speculavano sulla natura della radiazione, salvo ammettere che questa si comportasse come se fosse composta da particelle (dette fotoni) che avevano la bizzarra proprietà di comportarsi sia come particelle che come onde.
La teoria più nota è la teoria semiclassica della radiazione, proposta per spiegare l'intensità delle righe di emissione e di assorbimento di uno spettro atomico. In particolare, secondo questo modello, assumendo che gli elettroni orbitassero intorno al nucleo atomico a energie ben definite e quantizzate (cioè tali che solo quei valori, a intervalli discreti gli uni dagli altri, fossero permessi dalla natura), prevedeva che gli elettroni potessero passare da un livello a un altro solamente in tre modi: emissione spontanea, emissione stimolata e assorbimento.
Secondo questa teoria, a ciascun modo è associato un coefficiente, detto di Einstein, che viene indicato con la lettera {\displaystyle A} per il processo stimolato e con la lettera {\displaystyle B} per i processi spontanei. Allo scopo di distinguere fra i due processi la lettera {\displaystyle B} è seguita da un pedice a due cifre, che indica se il processo è di emissione ({\displaystyle 21}) o di assorbimento ({\displaystyle 12}) Seguendo il metodo introdotto da Albert Einstein, è quindi possibile stabilire una relazione matematica tra il coefficiente {\displaystyle A} e ciascuno dei coefficienti {\displaystyle B}, e dimostrare che i due coefficienti {\displaystyle B} sono uguali. Applicando questo modello si riesce a calcolare la probabilità di transizione spontanea fra due livelli di un elettrone, e da questa si può ricavare l'intensità di riga senza aver precedentemente quantizzato il campo elettromagnetico. In assenza di questa teoria e dell'elettrodinamica quantistica, invece non si saprebbe come procedere, poiché, essendo il campo elettromagnetico descritto classicamente, non è possibile ricavare una formula che partendo da un sistema puramente quantistico produca un risultato che contempli contemporaneamente nozioni di fisica classica e quantistica.